# Bismarckturm (Erfurt)
Der Bismarckturm ist ein – nicht mehr begehbarer – Aussichtsturm am Am Tannenwäldchen im Steigerwald am Südrand der thüringischen Stadt Erfurt.

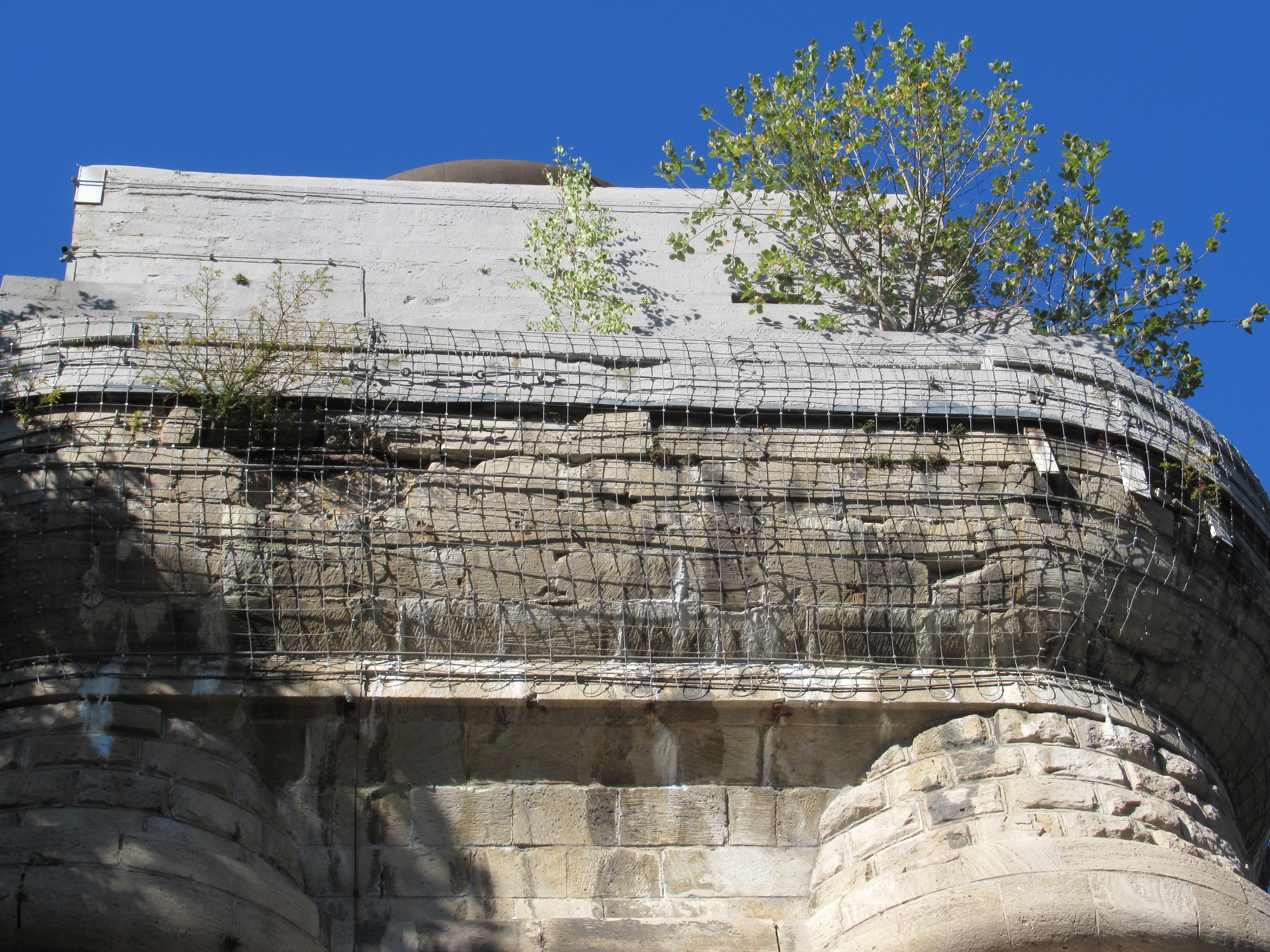
Mauerdefekte und Baumbewuchs am Erfurter Bismarckturm (2020)

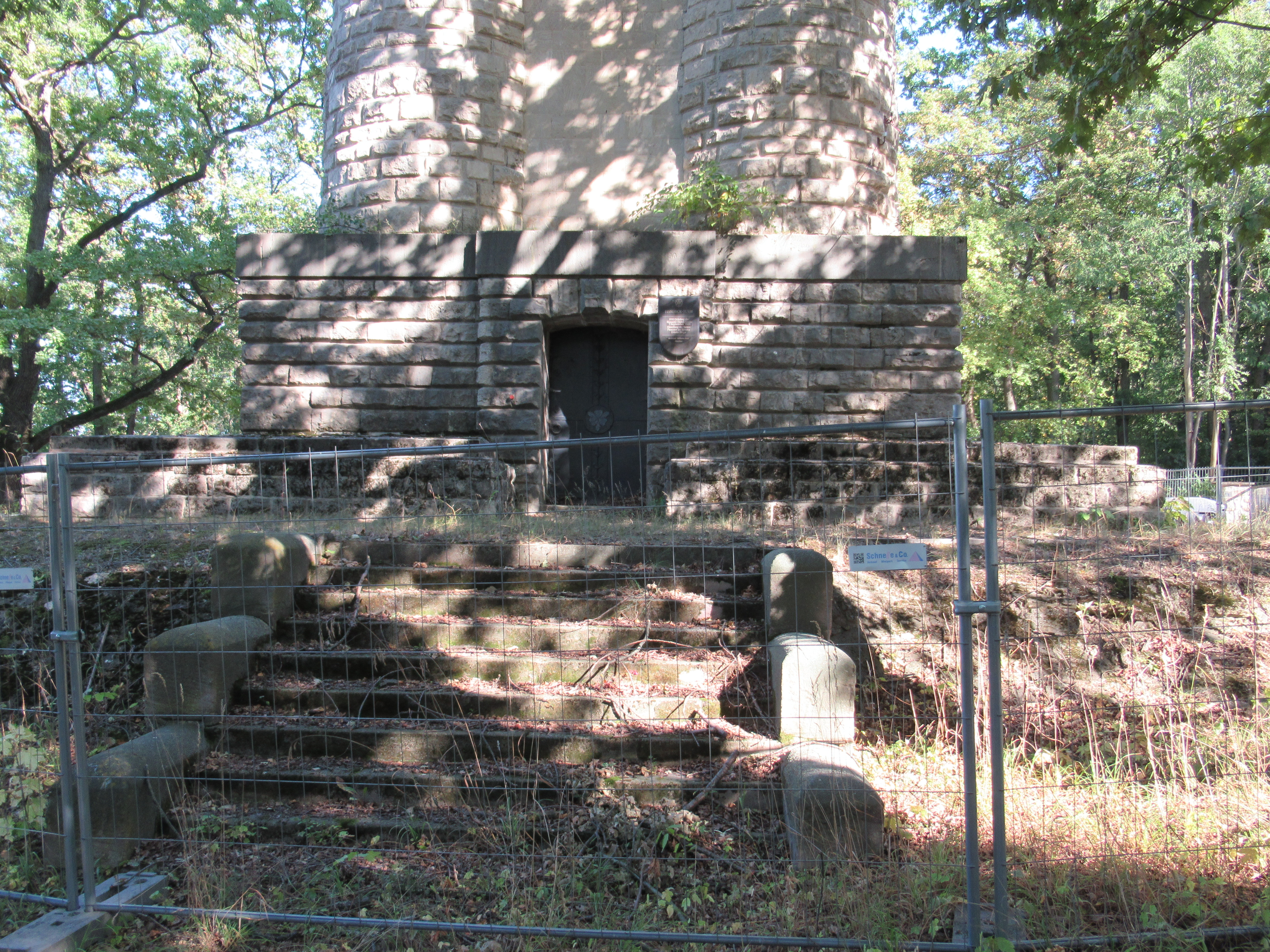
Zustand des Eingangsbereichs des Erfurter Bismarckturms (2020)

Der heute denkmalgeschützte Turm ist 22 Meter hoch, ermöglichte einen guten Blick über die Stadt und ist nach dem Entwurf „Götterdämmerung“ von Wilhelm Kreis gestaltet. Baugleiche Bismarcktürme zu Ehren Otto von Bismarcks finden sich daher in zahlreichen anderen Städten.
Am 23. März 1900 gründete sich in Erfurt ein Bismarcksäulen-Verein, der in der Folgezeit Spenden sammelte, um auch in Erfurt einen Bismarckturm errichten zu können. Die Spendenbereitschaft für den Aussichtsturm im Steigerwald war groß und so konnte der Turm bereits am 1. September 1901 eröffnet werden. Allerdings gibt es in Erfurt – im Gegensatz zu den meisten anderen Städten – auch einen persönlichen Bezug Bismarcks zum Standort des Turms. Er nahm 1850 am Erfurter Unionsparlament teil und weilte daher in der Stadt, wo ihn Wanderungen auch durch den Steigerwald führten.
Zu DDR-Zeiten blieb der Turm wegen seiner günstigen Lage als Aussichtsturm im Stadtwald erhalten und wurde in Friedensturm umbenannt. Er wurde jedoch dem Verfall preisgegeben und war zur späteren DDR-Zeit auch nicht mehr begehbar.
1999 gründete sich erneut der „Bismarckturm-Verein 1900 e.V.“, der sich erfolgreich um die Sicherung, Sanierung und Erhaltung des Turms und seines Umfelds gekümmert hat. Seitdem jedoch der Verein (seit etwa 2015) nicht mehr aktiv ist, geriet der Turm – der sich seit 1904 in Besitz und Verantwortung der Stadt Erfurt befindet – wieder in einen desolaten Zustand. Er ist von jungen Bäumen bewachsen, wegen herabfallender Trümmer abgesperrt und nicht mehr begehbar (2020).